# Olympische Jugend-Sommerspiele 2010/Teilnehmer (Burundi)
| Gelbes Symbol für Goldmedaillen mit stilisierten Olympischen Ringen | Graues Symbol für Silbermedaillen mit stilisierten Olympischen Ringen | Braundes Symbol für Bronzemedaillen mit stilisierten Olympischen Ringen |
| ------------------------------------------------------------------- | --------------------------------------------------------------------- | ----------------------------------------------------------------------- |
| —                                                                   | —                                                                     | —                                                                       |

Die Jugend-Olympiamannschaft aus Burundi für die I. Olympischen Jugend-Sommerspiele vom 14. bis 26. August 2010 in Singapur bestand aus vier Athleten.

## Athleten nach Sportarten

### Leichtathletik
| Mädchen - Francine Bukuru 1000 m: 26. Platz - Devote Inamahoro 3000 m: 13. Platz | Jungen - Patrick Nibafasha 1000 m: 11. Platz - Zabulon Ndikumana 3000 m: 13. Platz |